# ОШ „20. октобар” Врбас
ОШ „20. октобар” једна jе од основних школа на подручју општине Врбас, Јужнобачком округу и једна од четири основне школе у граду. Налази се на периферији, у близини индустријске зоне, у улици Пролетерске бригаде 1/А.

## Историјат
Први назив школе је био ОШ „Душан Вукасовић”, а исте године је промењен у ОШ „20. октобар”. Садашње име је добила пре четрдесет година, тачније у октобру 1963. године. Од тада ради као самостална установа, једна од четири основне школе у граду. Подигнута је као спомен школа у част Дана ослобођења града и општине Врбас – 20. октобра.